# Tarte al d'jote

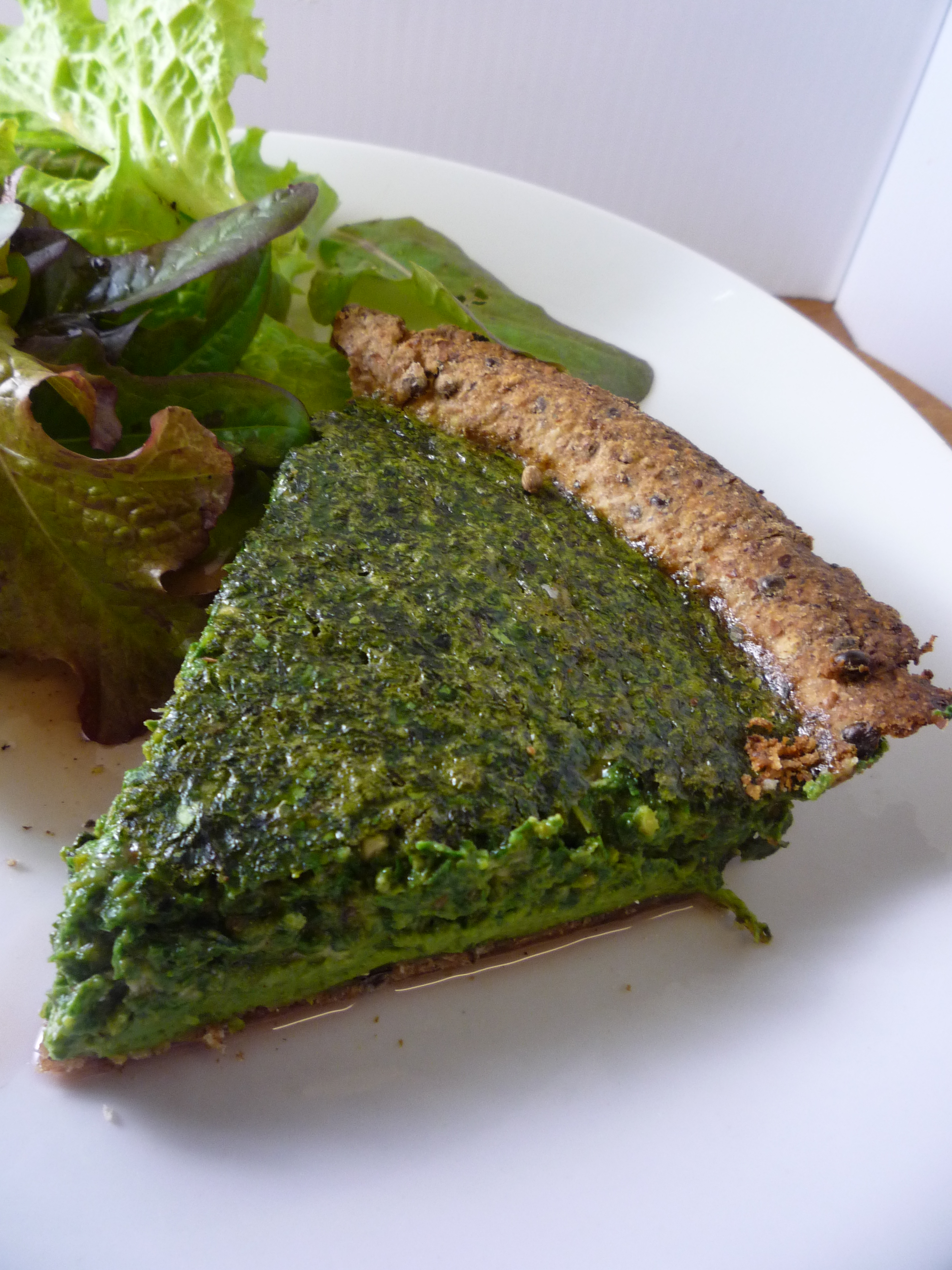
Une part de tarte al d'jote.

La tarte al d'jote est une spécialité culinaire de la ville de Nivelles.
Ses ingrédients principaux sont les bettes (ou poirées), du fromage blanc de ferme maigre (la boulette) et du beurre. La première mention de la tarte al d'jote dans les textes remonte à 1218. 
La préparation à base de bettes s'appelle la "makayance". 
En 1980, la Confrérîye dèl Târte al Djote fut créée en vue de sauvegarder le patrimoine culturel folklorique et gastronomique de Nivelles et donc ainsi promouvoir cette préparation culinaire. Durant toute l'année, les membres de la confrérie de la tarte al djote se réunissent pour — à l'aveugle et selon une liste de critères bien définis — attribuer une cotation à la tarte al djote de chaque établissement (allant de une à cinq étoiles). Au début du mois de février de chaque année a lieu la remise des labels de qualité (étoiles), en public. Cette manifestation est très courue à Nivelles,.